# 1978-as magyar tekebajnokság
Az 1978-as magyar tekebajnokság a negyvenedik magyar bajnokság volt. Az egyéni bajnokságot április 15. és 16. között rendezték meg Budapesten, a BKV Előre pályáján, a párosok bajnokságát május 6. és 7. között, a férfiakét Nagykanizsán, a Kanizsa Sör, a nőkét Debrecenben, az Építők pályáján.

## Eredmények
| Versenyszám  | Arany                                        | Arany | Ezüst                                           | Ezüst | Bronz                                                                | Bronz |
| ------------ | -------------------------------------------- | ----- | ----------------------------------------------- | ----- | -------------------------------------------------------------------- | ----- |
| Férfi egyéni | Csányi Béla Ferencvárosi TC                  | 1874  | Makkai Miklós Pápai Vasas                       | 1842  | Sütő László Ferencvárosi TC                                          | 1811  |
| Férfi páros  | Csányi Béla, Sütő László Ferencvárosi TC     | 3672  | Varga Miklós, Makkai Miklós Pápai Vasas         | 3606  | Nagy László, Tornyosi Lajos Ferencvárosi TC, Ceglédi Úttröszt Közgép | 3591  |
| Női egyéni   | Vad Gyuláné Kőbányai Porcelán                | 845   | Sallai Mátyásné Ferencvárosi TC                 | 837   | Kristyán Zsuzsa Győri Lenszövő                                       | 830   |
| Női páros    | Süli Józsefné, Tompa Györgyné Szegedi EOL AK | 1644  | Vad Gyuláné, Holczer Lászlóné Kőbányai Porcelán | 1630  | Sallai Mátyásné, Fekete Antalné Ferencvárosi TC, Kőbányai Porcelán   | 1594  |